# مجلس الدولة الإيطالي
مجلس الدولة الإيطالي هو هيئة استشارية قانونية إدارية تضمن شرعية الإدارة العامة في إيطاليا. ويختص المجلس بالفصل في أعمال جميع السلطات الإدارية، إلا في الحالات التي تفتقر فيها هذه السلطات إلى السلطة التقديرية، حيث يُعتبر النزاع في هذه الحالة نزاعًا يتعلق بالقانون المدني.

## وصلات خارجية
- Official site نسخة محفوظة 17 أبريل 2010 على موقع واي باك مشين.
- International Association of Supreme Administrative Jurisdictions webpage